# 林茂司
林 茂司（はやし しげじ、1912年3月29日 - 1984年2月8日）は、日本の経済学者。専門は労働経済学。元札幌商科大学学長。

## 経歴
1912年、北海道勇払郡早来町（現・安平町）生まれ。1929年北海道庁立札幌第一中学校（後の北海道札幌南高等学校）を卒業。1932年第二高等学校文科甲類卒業。1936年に東京帝国大学経済学部卒業し、満州国財政部に勤務する。その後終戦前に、北海道に戻り、産業復興会議北海道幹事となった。
戦後は北海道札樽工業地帯調査会事務局長などを経て、1952年北海道立総合経済研究所（北海道庁研究機関）に入所。1962年より北海道立総合経済研究所研究第2部長。1967年には北海道立総合経済研究所副所長。1970年より札幌商科大学商学部教授となった。1972年に同大学学長に就任。1976年に学長を退任し、再び商学部教授としてその後も教鞭をとった。1983年、札幌商科大学を定年退職。この2つの大学以外にも、室蘭工業大学や北海学園大学で非常勤講師を務めた。

## 主要論文
- 『北海道の工業と賃金の構造』（北海道総合経済研究所 93号, 1963年）
- 『中小企業における賃金と労働--家具建具工業における』（北海道労働研究 102号, 1967年）